# 尚克林冰川
84°37′S 176°40′E / 84.617°S 176.667°E
尚克林冰川是南極洲的冰川，位於杜費克海岸的休斯山脈，最終在拉姆西冰川以西8公里處注入穆克冰川，現時由南極條約體系管理。